# Agrostis clemensorum
Agrostis clemensorum é uma espécie de gramínea do gênero Agrostis, pertencente à família Poaceae.